# Human Conditions
Human Conditions (engl.: Menschliche Zustände) ist das zweite Soloalbum vom nordenglischen Songwriter Richard Ashcroft und wurde am 21. Oktober 2002 veröffentlicht. Es enthält zehn aufwändig arrangierte spirituelle Country- und Folksongs in klassischer britischer Songwritermanier, erreichte in Großbritannien Platz 3 der Albumcharts und erhielt Goldstatus.

## Beschreibung
Auffällig am Zweitling von Richard Ashcroft ist die große spirituelle, soulige Komponente, die viele der Songs über klassische Songlängen von vier Minuten herausragen lässt. Aber auch der gewohnte Britpop-Sound ist auf dem Album wiederzufinden und lässt die Platte als logische Schlussfolgerung aus den Urban Hymns und seinem Debütalbum erkennen. Mit Lord I've Been Trying enthält sie auch noch einen Song, der bereits aus dem 1996er Songrepertoire von The Verve stammt.
Das Album ist als multiperspektivische Betrachtung Ashcrofts von sich selbst und seinem Platz in der Welt zu verstehen. Vordergründig beschreibt es mentale und soziale Zustände und handelt von Depression und Liebe, von Religion und Sinnsuche. Der Abschlusstrack Nature Is the Law entstand in Zusammenarbeit mit dem Songwriter der Beach Boys, Brian Wilson, und ist eine pantheistische Hommage Ashcrofts an das Leben.

## Singles
- Check the Meaning – 7. Oktober 2002
- Science of Silence – 6. Januar 2003
- Buy It in Bottles – 7. April 2003

## Tracklist
1. Check the Meaning – 8:04
2. Buy It in Bottles – 4:39
3. Bright Lights – 5:15
4. Paradise – 5:37
5. God in the Numbers – 6:58
6. Science of Silence – 4:15
7. Man on a Mission – 5:29
8. Running Away – 4:16
9. Lord I've Been Trying – 5:23
10. Nature Is the Law – 4:55